# رون أنتوني
رون أنتوني (بالإنجليزية: Ron Anthony)‏ هو عازف جاز أمريكي، ولد في 16 ديسمبر 1933 في بيتسبرغ في الولايات المتحدة.

## وصلات خارجية
- رون أنتوني على موقع ميوزك برينز (الإنجليزية)
- رون أنتوني على موقع ديسكوغز (الإنجليزية)